# Château de Montmorin (Hautes-Alpes)
 (septembre 2024).
La mise en forme du texte ne suit pas les recommandations de Wikipédia : il faut le « wikifier ».
Les points d'amélioration suivants sont les cas les plus fréquents. Le détail des points à revoir est peut-être précisé sur la page de discussion.
- Les titres sont pré-formatés par le logiciel. Ils ne sont ni en capitales, ni en gras.
- Le texte ne doit pas être écrit en capitales (les noms de famille non plus), ni en gras, ni en italique, ni en « petit »…
- Le gras n'est utilisé que pour surligner le titre de l'article dans l'introduction, une seule fois.
- L'italique est rarement utilisé : mots en langue étrangère, titres d'œuvres, noms de bateaux, etc.
- Les citations ne sont pas en italique mais en corps de texte normal. Elles sont entourées par des guillemets français : « et ».
- Les listes à puces sont à éviter, des paragraphes rédigés étant largement préférés. Les tableaux sont à réserver à la présentation de données structurées (résultats, etc.).
- Les appels de note de bas de page (petits chiffres en exposant, introduits par l'outil «  Source ») sont à placer entre la fin de phrase et le point final[comme ça].
- Les liens internes (vers d'autres articles de Wikipédia) sont à choisir avec parcimonie. Créez des liens vers des articles approfondissant le sujet. Les termes génériques sans rapport avec le sujet sont à éviter, ainsi que les répétitions de liens vers un même terme.
- Les liens externes sont à placer uniquement dans une section « Liens externes », à la fin de l'article. Ces liens sont à choisir avec parcimonie suivant les règles définies. Si un lien sert de source à l'article, son insertion dans le texte est à faire par les notes de bas de page.
- La présentation des références doit suivre les conventions bibliographiques. Il est recommandé d'utiliser les modèles {{Ouvrage}}, {{Chapitre}}, {{Article}}, {{Lien web}} et/ou {{Bibliographie}}. Le mode d'édition visuel peut mettre en forme automatiquement les références.
- Insérer une infobox (cadre d'informations à droite) n'est pas obligatoire pour parachever la mise en page.

Pour une aide détaillée, merci de consulter Aide:Wikification.
Si vous pensez que ces points ont été résolus, vous pouvez retirer ce bandeau et améliorer la mise en forme d'un autre article.
Pour les articles homonymes, voir Montmorin.
Le château de Montmorin, ou maison forte de Montmorin, surplombe le village perché de Montmorin, (commune déléguée de Valdoule) dans les Hautes-Alpes.

## Description
Bâtiment carré accosté de deux tours rondes, le château est construit à l’aide d’un grès roux local aux couleurs mordorées. On observe des fenêtres à meneaux lisses sur sa façade sud ainsi qu’une porte en accolade sur sa façade méridionale.
L’édifice fut construit, à la demande de Pierre Olphi dit Galhard, seigneur de Montmorin, en 1577 par le maître maçon Jacques Bernard dit Fazy, de La Roche-des-Arnauds, après la destruction de l’ancien château par un incendie,.

## Historique

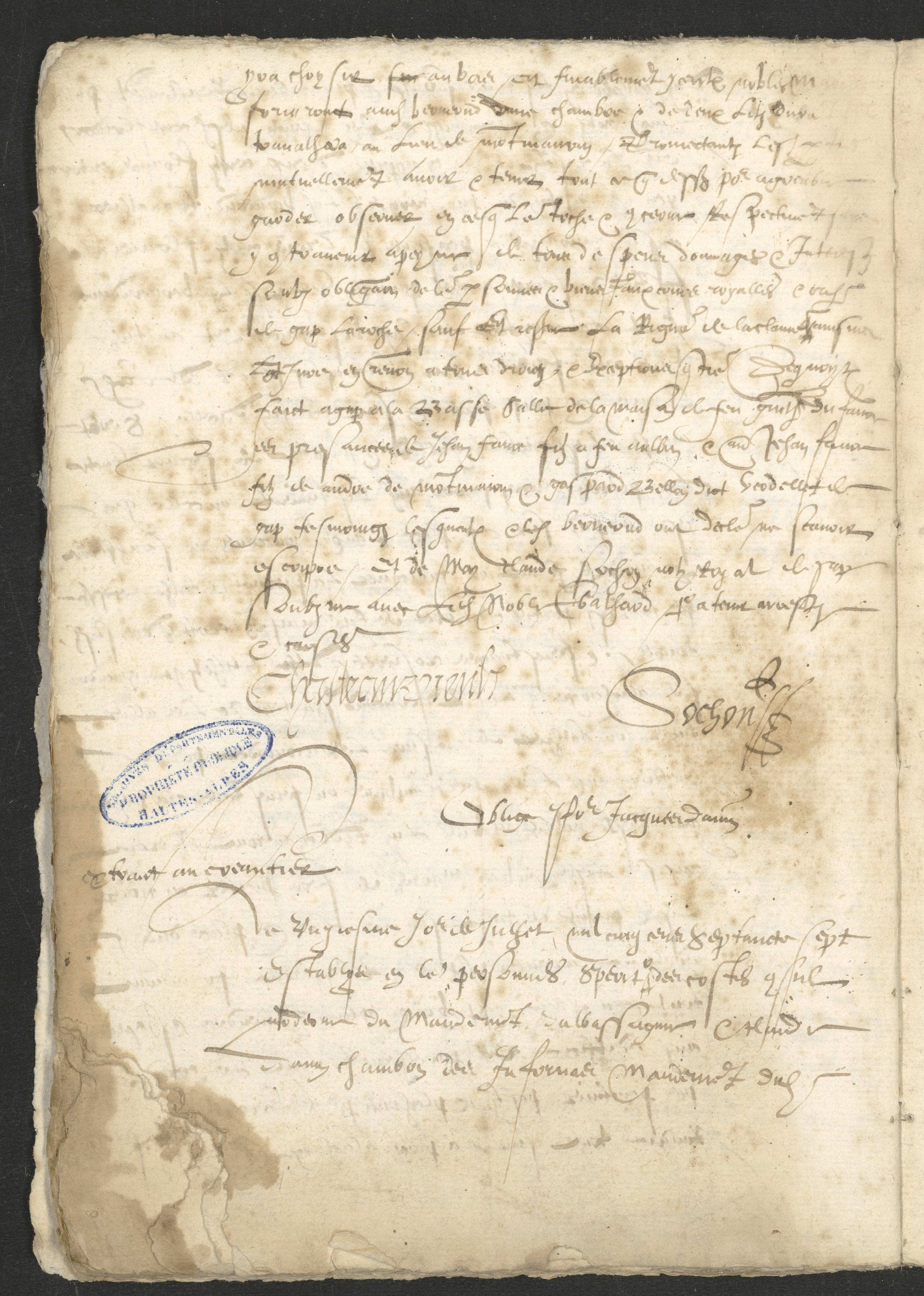
Prix-fait par noble Pierre Olphi dit Galhard à dit Fazy pour la construction du château de Montmorin, 1577.

L'ancien château a appartenu aux familles de Montmorin (1096), de Bruis (1256), de Montalins (1297), de La Roche (1334), de Nicat (1473).
Il a été reconstruit au XVIe siècle sur les restes d'un ancien château féodal datant du XIIIe siècle,,. Ce château, construit à la demande du seigneur Pierre Olphi dit Gallhard (1574), a ensuite appartenu aux d'Armand de Châteauvieux (1599), d'Achard-Ferrus (1602) puis au La Tour du Pin (1618). Le château a été transformé en ferme.